# مارك كير
مارك كير (بالإنجليزية: Mark Kerr)‏ (2 مارس 1982 في المملكة المتحدة - ) هو لاعب كرة قدم بريطاني في مركز الوسط. شارك مع منتخب اسكتلندا الثانوي لكرة القدم ‏. أما مع النوادي، فقد لعب مع دندي يونايتد ودونفرملين أثلتيك وكوين أوف ساوث ونادي أبردين ونادي أستيراس تريبوليس ونادي بارتيك ثيسل ونادي دندي ونادي فالكيرك.

## وصلات خارجية
- مارك كير على موقع قاعدة بيانات كرة القدم.إي يو (الإنجليزية)
- مارك كير على موقع Soccerbase.com (لاعب) (الإنجليزية)
- مارك كير على موقع Soccerway.com (الإنجليزية)